# Pop around the clock
Pop around the clock è un programma radiofonico in onda, dal 30 agosto 2024, ogni venerdì, sabato e domenica dalle 17 alle 19 su RTL 102.5, condotto da LaMario.
Fino al 21 luglio 2024 andava in onda solo il sabato e la domenica nella medesima collocazione oraria, ed era condotto da Luca Dondoni, affiancato dal 2012 al 2014 da Cristina Borra, Francesca Faggella e La Zac.
Nella seconda ora del programma, ogni venerdì dalle 18 alle 19, va in onda 70'80'90 all'ora, proponendo musica anni settanta, ottanta e novanta mixata dal DJ Massimo Alberti.
È anche in radiovisione sul canale 736 di Sky e sul canale 36 del digitale terrestre, e della piattaforma Tivùsat.